# 李必炯
李必炯（：／ Lee Bil-hyeong，1959年12月14日—），是大韓民國保守派政治人物，國民力量黨籍第46任首爾特別市東大門區區廳長。

## 選舉
加入國民力量後，擔任總統過渡委員會全國融合委員會顧問委員。2022年第8支部投票選舉首爾東大門區區長，獲得提名後在區長選舉中擊敗對手共同民主黨候選人崔東敏，成為東大門區區長。